# Heinrich Georg Rung

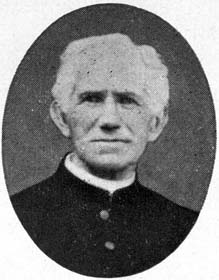
Pfarrer Heinrich Georg Rung

Heinrich Georg Rung (* 26. Februar 1854 in Dernbach (Pfalz); † 22. Februar 1931 in Ramberg (Pfalz)) war Priester der Diözese Speyer, Dekan, Bischöflicher Geistlicher Rat, Historiker und Heimatforscher.

## Leben

### Lebenslauf
Heinrich Georg Rung, im südpfälzischen Dernbach geboren, studierte in Würzburg, wo er der katholischen Studentenverbindung Normannia im KV beitrat. Er wurde am 11. August 1878 in Speyer zum Priester geweiht und amtierte als Kaplan ab 16. September 1878 in Bexbach, seit 22. September 1879 in Ludwigshafen und von 11. September 1882 an in St. Ingbert.
Zum 20. September 1883 erhielt Rung die Ernennung als Administrator, ab 21. Februar 1884 zum Pfarrer von Ebernburg. Dies ist bis heute die nördlichste Pfarrei des Bistums Speyer, nunmehr ein Ortsteil von Bad Münster am Stein, das seinerseits schon zum Nachbarbistum Trier gehört und ehedem – im Gegensatz zum bayerischen Ebernburg – preußisch war. Hier in Ebernburg wirkte Pfarrer Rung 43 Jahre lang ununterbrochen, bis zu seiner Resignation am 30. Juni 1926. Dann übersiedelte er als Emeritus in seine südpfälzische Heimat, nach Ramberg, zu welcher Pfarrei sein Geburtsort Dernbach gehörte. Dort starb er am Abend des 22. Februar 1931, dem ersten Fastensonntag und wurde am 25. Februar auf dem Ramberger Friedhof beigesetzt.

### Wirken

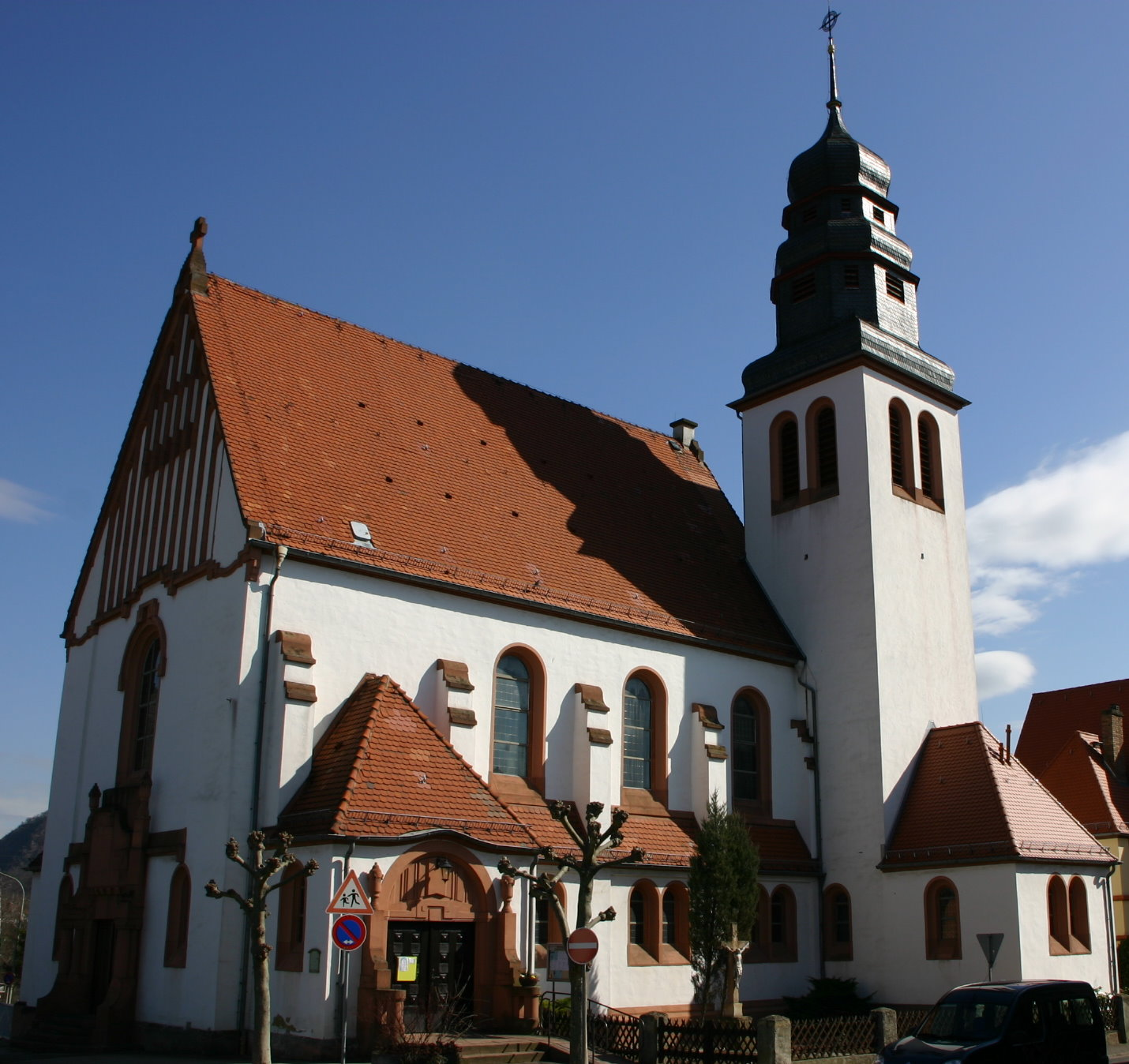
Die u. a. aus Ersparnissen von Pf. Rung erbaute Kirche St. Johannes der Täufer, in Ebernburg.

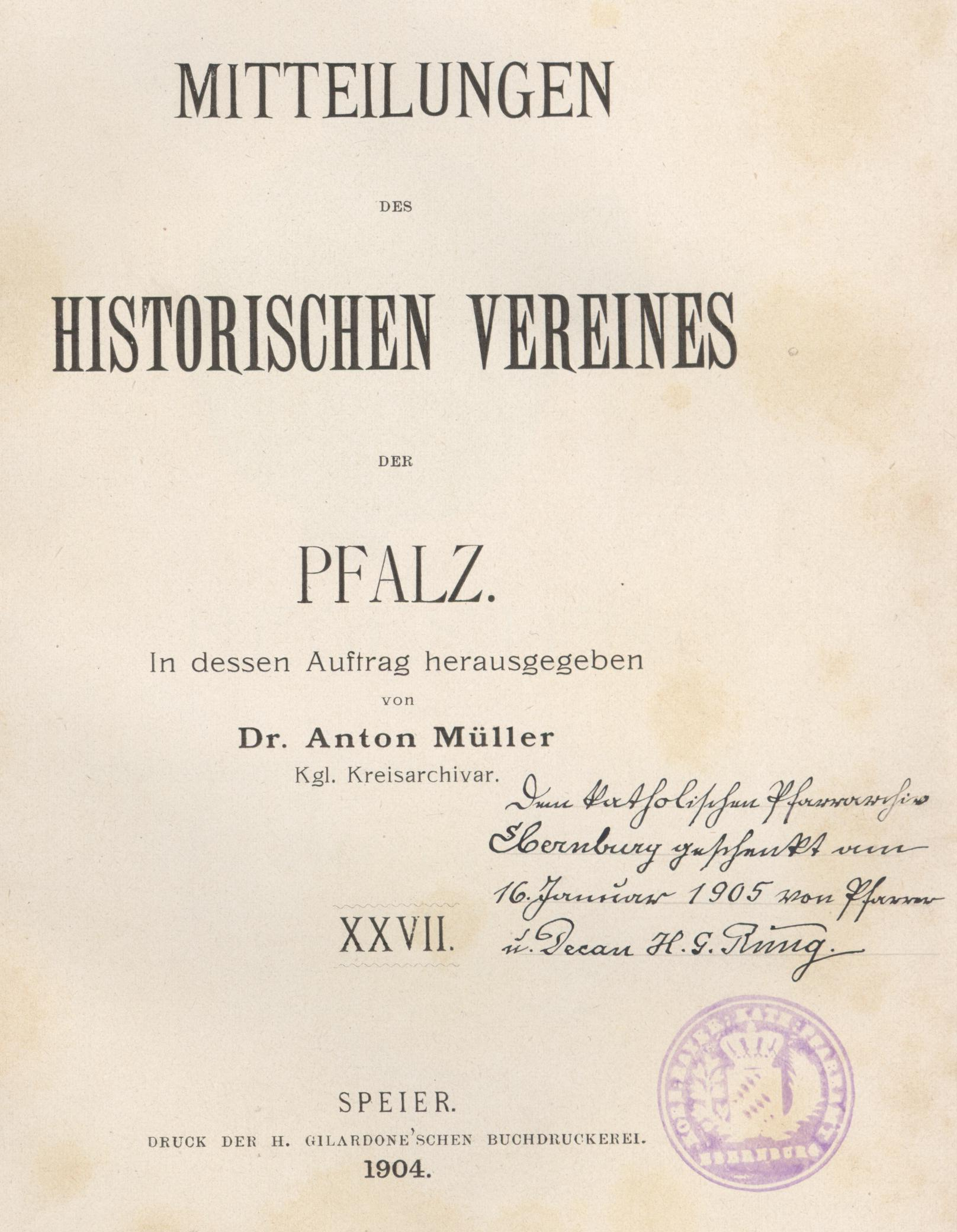
Mitteilungen des Historischen Vereins der Pfalz, mit handschriftlicher Geschenkwidmung von Pfarrer Rung, 1905

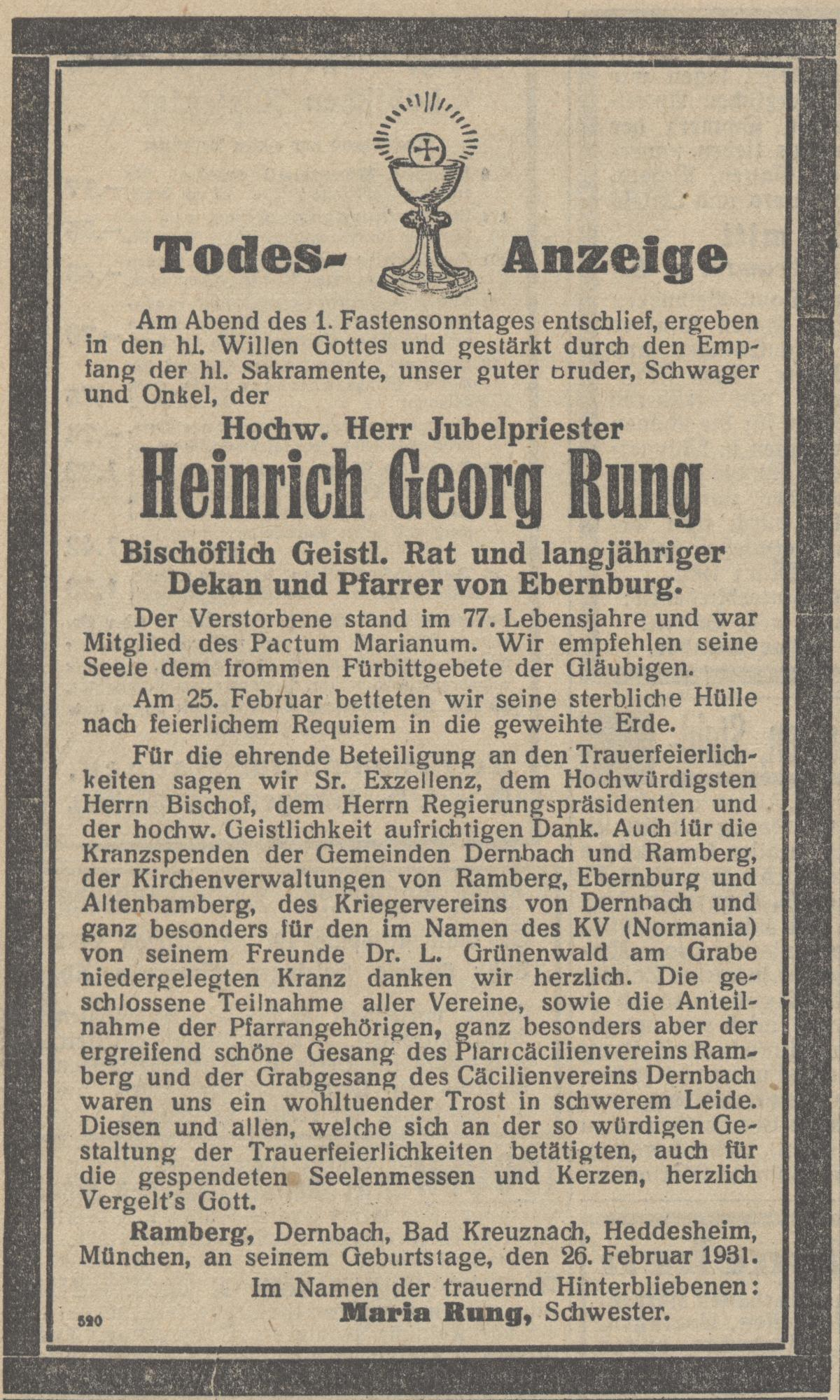
Todesanzeige, "Der Pilger", Nr. 10, 1931

In Ebernburg betrieb Pfarrer Rung nachhaltig die Ablösung des Simultaneums – also der wechselseitigen Benutzung der Kirche. Mit großem Eifer sammelte er Spenden und steuerte seine Ersparnisse in Höhe von 20.000 Mark bei. Es gelang ihm, eine eigene katholische Kirche und ein eigenes Pfarrhaus erbauen zu lassen. Das Gotteshaus, St. Johannes dem Täufer geweiht, ist ein Werk des Heimatstils und wurde 1918 geweiht. Ein Mitglied der katholischen Kirchenverwaltung hielt diese Leistung auch am Grabe fest und sagte bei der Beerdigung: „So lange die Kirche steht, wird der Name unseres ehemaligen Pfarrers Rung in Ebernburg weiterleben.“ Später avancierte Rung zum Dekan und leitete das gesamte Dekanat Kirchheimbolanden-Rockenhausen, zu dem Ebernburg gehörte, außerdem oblag ihm als "Distriktsschulinspektor" die Schulaufsicht.

Heinrich Georg Rung war zeitlebens heimatkundlich und kirchengeschichtlich sehr interessiert. 1904 gehörte er zu den Mitbegründern des immer noch bestehenden Nordpfälzer Geschichtsvereins und schrieb eifrig Artikel in dessen Zeitschrift „Nordpfälzer Geschichtsblätter“; kaum ein Jahrgang vor 1927, der nicht mehrere Artikel Rungs zur Heimatgeschichte enthält. Lange Zeit hindurch war er der 2. Vorsitzende des Verbandes, zwischen 1922 und 1925 sogar der 1. Vorsitzende, um dann bis zu seinem Wegzug aus der Nordpfalz nochmals als 2. Vorstand zu fungieren. Bei der Übersiedlung in den Ruhestand nach Ramberg trat der Priester von allen aktiven Vereinsämtern zurück. Das Augustheft 1926, der „Nordpfälzer Geschichtsblätter“ enthält folgenden Dankesartikel: 

„Im Juli legte Herr Dekan und Geistlicher Rat Rung in Ebernburg seine Stelle als 2. Vorsitzender unseres Vereins nieder, weil er aus der Nordpfalz scheidet um in seiner Heimat Dernbach den Rest seiner Tage zuzubringen. Bei diesem Anlaß sei ihm der herzliche Dank des Vereins ausgesprochen, für alles was er seit dessen Gründung 1904 für ihn geleistet hat. Sowohl in seiner Eigenschaft als 2. Vorstand als auch durch seine unermüdliche Mitarbeit an unseren Blättern suchte Herr Rat Rung die Vereinsbestrebungen zu fördern. Fast keine Sitzung der Vorstandschaft wurde abgehalten, an der er nicht lebhaften Anteil genommen hätte. Seine Veröffentlichungen zeugen von großer Liebe zur Nordpfalz, die ihm zur zweiten Heimat geworden war und von gründlicher Erforschung ihrer Vergangenheit. Mit ganz besonderer Sorgfalt bearbeitete er die Geschichte seiner Pfarrei Ebernburg, in der er fast ein halbes Jahrhundert gewirkt hat. Der unauslöschliche Dank folgt ihm in seinen Ruhestand nach.“

Rung verfasste komplette Pfarrgeschichten für Ebernburg, Ramberg und Dernbach. In seinem Ruhestand forschte er besonders über die Geschichte der beiden letztgenannten Orte, wo er nun wieder wohnte. Dort und auf der nahen Burg Neuscharfeneck waren einst die Fürsten zu Löwenstein-Wertheim begütert und er pflegte regen Kontakt mit dieser Seitenlinie des Hauses Wittelsbach, die zu Pfarrer Rungs Zeit in der katholischen Kirche eine bedeutende Rolle spielte. Er trat in Verbindung mit den Familienoberhäuptern Fürst Karl zu Löwenstein-Wertheim-Rosenberg und Fürst Aloys zu Löwenstein-Wertheim-Rosenberg, beide nacheinander Präsidenten des Zentralkomitees der deutschen Katholiken, ersterer, als Witwer, ab 1908 sogar selbst Ordenspriester in einem Kloster. Von ihnen ließ er sich bündelweise historische Akten aus dem fürstlichen Hausarchiv schicken, entzifferte sie, schrieb sie ab und wertete sie für die Pfarr- und Heimatgeschichte aus.
In den letzten Lebensjahren plagten Pfarrer Rung heftige Schmerzen. Er pflegte öfter zu sagen, dass ihm das Studium der alten Akten und der Historie schlechthin Linderung verschaffe, da er so „die Schmerzen vergesse“.
Den Nachruf am Grab hielt ihm sein Freund und Normannia-Bundesbruder, der Gymnasiallehrer Dr. Lukas Grünenwald, ebenfalls passionierter Heimatgeschichtler und aus Dernbach stammend. Bischof Ludwig Sebastian von Speyer und der pfälzische Regierungspräsident Theodor Pfülf nahmen persönlich am Begräbnis teil.

## Sonstiges
In der Speyerer Anekdotensammlung „Pälzer Parre“ von Richard Erb wird auch ein Vorkommnis um Dekan Rung festgehalten. Dort heißt es, Pfarrer Rung aus dem pfalz-bayerischen Ort Ebernburg, sei in geistlicher Kleidung mit seinem Hund im benachbarten, schon preußischen Bad Münster spazieren gegangen und dabei plötzlich von einem „im Geist des Kulturkampfes gedrillten“ Gendarmen „angeschnarrt“ worden: „Herr Pfarrer, ich muß sie protokollieren, Sie haben Ihren Hund hier laufen lassen; er hat die Anlagen verunreinigt, das ist verboten!“ Bei der Personalienaufnahme hätte der Polizist den Priester gefragt, ob er außerdem noch einen „Nebenberuf“ ausübe. Darauf entgegnete Rung: „Ja, Distriktsschulinspektor“, worauf der Gesetzeshüter wie elektrisiert salutierend Haltung angenommen habe und sich schnellstens entfernte. Offenbar nahm er an, dass die Bezeichnung „Inspektor“ ein hoher polizeilicher Rang sein müsse, mit dem man sich besser nicht anlege.